# Митрофановский сельский совет
Митрофановский сельский совет (укр. Митрофанівська сільська рада, крымскотат. Sollar köy şurası) — административно-территориальная единица в Нижнегорском районе в составе АР Крым Украины (фактически до 2014 года), ранее до 1991 года — в  составе Крымской области УССР в СССР, до 1954 года — в составе Крымской области РСФСР в СССР, до 1945 года — в составе Крымской АССР РСФСР в СССР. Население по переписи 2001 года составляло 3635 человек. Территория сельсовета находится в центре района, в степном Крыму, на берегах Салгира.
К 2014 году состоял из 5 сёл:

| - Буревестник - Митрофановка - Плодовое | - Разливы - Червоное |

## История
Митрофановский сельский совет впервые был образован в 1930-х годах в составе Сейтлерского района Крымской АССР РСФСР (на 1940 год он уже существовал). С 25 июня 1946 года совет в составе Крымской области РСФСР, а 26 апреля 1954 года Крымская область была передана из состава РСФСР в состав УССР. На 15 июня 1960 года в составе совета числились населённые пункты:

| - Буревестник - Кринички - Митрофановка | - Плодовое - Разливы - Червоное |

К 1974 году ликвидированы Кринички и совет обрёл современный состав. С 12 февраля 1991 года сельсовет в восстановленной Крымской АССР, 26 февраля 1992 года переименованной в Автономную Республику Крым. С 21 марта 2014 года в составе Крыма аннексирован Россией. Законом «Об установлении границ муниципальных образований и статусе муниципальных образований в Республике Крым» от 4 июня 2014 года территория административной единицы была объявлена муниципальным образованием со статусом сельского поселения.